# Twip
Twip (em inglês "Twentieth of a Point" ou "um vinte avos de um ponto") é uma medida tipográfica. Também usada como medida padrão no Visual Basic 6 e outras versões anteriores quando no modo "Fontes pequenas" do Windows, 15 twips são iguais a um pixel, e 567 twips equivale a 1 cm.
1. ↑  «Word 2007: Rich Text Format (RTF) Specification, version 1.9.1». Microsoft Corporation. 19 de março de 2008. p. 8. Consultado em 12 de março de 2017